# Waldbekassine

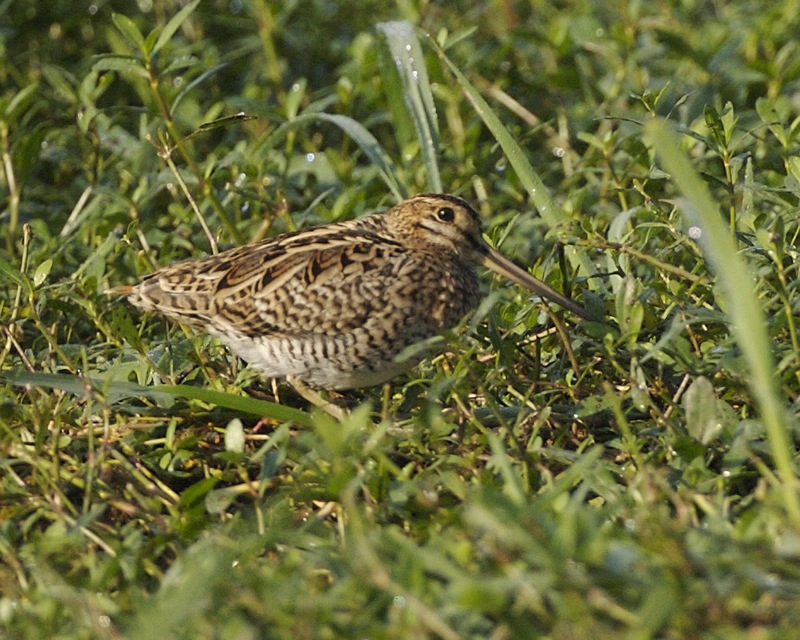
Bei diesem in Bangladesch fotografierten Vogel könnte es sich sowohl um eine Waldbekassine als auch um eine Spießbekassine handeln. Da der aufgespreizte Schwanz nicht sichtbar ist, ist eine sichere Bestimmung anhand des Fotos nicht möglich.

Die Waldbekassine (Gallinago megala) ist eine mittelgroße Art aus der Familie der Schnepfenvögel (Scolopacidae). Ihre Brutgebiete reichen von Südsibirien südwärts bis in die Mongolei; eine weitere Exklave gibt es im fernen Osten Russlands am Ussuri. Die  Überwinterungsgebiete erstrecken sich von Süd- und Ostasien bis ins nördliche Australien. Die Art ähnelt stark der Spießbekassine und ist im Feld von dieser nur sicher zu unterscheiden, wenn der Vogel den Schwanz aufspreizt.

## Beschreibung
Die Waldbekassine ist mit 27–29 cm Körperlänge ein wenig größer als eine Bekassine, der Schnabel mit 54–72 mm verhältnismäßig etwas kürzer. Er ist an der Basis bräunlich oder gräulich grün, an der Spitze dunkelbraun. Die Flügellänge beträgt 139–155 mm, die Schwanzlänge 48–57 mm. Die relativ langen Beine sind grünlich oder grünlich gelb. Die Iris ist braun.
Die Waldbekassine zeigt wie viele Arten der Gattung ein grobes Streifenmuster auf Kopf und Rücken. Das Kopfmuster wird gebildet aus beigem Scheitelstreif, dunkelbraunem Scheitel, beigem Überaugenstreif, dunklem Augenstreif und Zügel sowie einer dunklen Strichelung, die sich auf den sonst hellen Ohrdecken verdichtet. Die Kehle ist weißlich, Hals und Brust sind bräunlich gestrichelt, wobei die Strichelung zu den Brustseiten und Flanken in ein gröberes Muster aus gebänderten Federn übergeht. Die Bänderung setzt sich auf den Unterschwanzdecken fort. Hintere Brust und Unterbauch sind weiß. Das Schulter- und Rückengefieder ist in den Zentren schwärzlich braun mit rostbraunen Zeichnungen. Gelblich beige Säume bilden ein Streifenmuster auf der Oberseite. Die Flügeloberseite ist überwiegend dunkelbraun bis schwärzlich mit gelblich beige gesäumten und teils gebänderten Armdecken, einem schmalen, hellen Flügelband, das von den Spitzensäumen der großen Arm- und der inneren Handdecken gebildet wird und einem kaum sichtbaren, hellen Hinterrand. Die Unterflügeldecken sind auf weißlichem Grund fast flächendeckend und relativ fein dunkelbraun gebändert.
Hauptbestimmungsmerkmal der Art und einzige sichere Unterscheidung zur Spießbekassine ist der Schwanz, der meist aus zehn, seltener neun oder bis zu dreizehn Steuerfedern besteht. Während die äußeren, recht schmalen Steuerfedern auf dunkel graubraunem Grund hell bespitzt und breit gebändert sind, gliedert sich das Muster auf den inneren Paaren auf in eine sehr dunkelbraune Basis, ein breites rostbraunes Band auf dem distalen Viertel, eine dunkelbraune Subterminalbinde und einen gelblich beigen bis weißlichen Endsaum. Im Unterschied zur Spießbekassine sind die äußeren Steuerfedern 20 mm von der Spitze entfernt 2–4 mm breit und nicht stark verengt.
Die Waldbekassine steht in der Größe zwischen zwei sehr ähnlichen Arten, der größeren Japanbekassine (Gallinago hardwickii) und der kleineren Spießbekassine. Von der Bekassine (Gallinago gallinago) unterscheiden sie sich durch die flächendeckend gebänderten Unterflügeldecken, den allenfalls sehr schmalen, hellen Flügelhinterrand und den Zügelstreif, der an der Schnabelbasis schmaler ist als der dort recht breite Überaugenstreif. Die Japanbekassine unterscheidet sich von den beiden anderen asiatischen Arten durch Größe und Proportionen, deutlich verlängerte Schirmfedern und einen längeren Schwanz.

## Lebensweise
Die Waldbekassine besiedelt halboffene Landschaften in Flusstälern, wo sie an etwas trockeneren Stellen brütet als die sympatrisch vorkommende Bekassine. Die Brutzeit liegt zwischen Mai und August. Vor allem in der Dämmerung sind die Balzflüge des Männchens zu beobachten. Bei diesen kreist es singend in großer Hohe und lässt sich dann hinabgleiten, wobei die abgespreizten äußeren Steuerfedern ein tiefes und langgezogenes, wieherndes Geräusch aus zwei sich abwechselnden Tönen unterschiedlicher Höhe erzeugen.

## Wanderungen
Die Waldbekassine ist ein Zugvogel, der in der tropischen Region Süd- und Südostasiens sowie Australasiens überwintert. Die Winterverbreitung reicht vom südlichen und östlichen Indien, dem südlichen China und Taiwan über die Philippinen, das westliche Mikronesien und Neuguinea bis in den Norden Australiens. Sie überschneiden sich weiträumig mit denen der Spießbekassine. Die Waldbekassine ist aber östlich der Philippinen ein sehr viel häufigerer Wintergast, als die letztere. Die Ankunft in den australischen Winterquartieren liegt um November, der Heimzug erfolgt überwiegend bis Mitte April.